# Józef Grygiel
Józef Grygiel (ur. 8 marca 1928 w Wymysłowie, zm. 2 lipca 2019 w Częstochowie) – polski polityk komunistyczny, poseł na Sejm PRL VII i VIII kadencji w latach 1975−1982, działacz Polskiej Zjednoczonej Partii Robotniczej, w latach 1975−1980 I sekretarz KW PZPR województwa częstochowskiego.

## Życiorys
Syn Antoniego i Józefy. W 1945 wstąpił do Związku Walki Młodych. Od 14 października 1947 działacz Polskiej Partii Robotniczej. W latach 1951−1952 był słuchaczem w Centralnej Szkole Partyjnej przy KC PZPR w Warszawie. Po ukończeniu tam kursu dla pracowników kultury i oświaty, został zastępcą kierownika wydziału propagandy KW PZPR w Opolu (od 1 sierpnia 1952 do 30 września 1957). W latach 1957−1960 studiował w Wyższej Szkole Nauk Społecznych przy KC PZPR. W późniejszych latach był kolejno kierownikiem Wojewódzkiego Ośrodka Propagandy Partyjnej w Katowicach (od 1 lipca 1960 do 3 sierpnia 1966), kierownikiem Wydziału Propagandy i Agitacji (od 4 sierpnia 1966 do 31 stycznia 1969) i Wydziału Organizacyjnego (od 1 lutego 1969 do 27 grudnia 1970), a następnie sekretarzem ds. organizacyjnych (od 28 grudnia 1970 do 7 kwietnia 1972) i ds. propagandy (od 7 kwietnia 1972 do 31 maja 1975) KW PZPR w Katowicach. Przewodniczący Miejskiej Rady Narodowej w Katowicach.
Po powstaniu województwa częstochowskiego, I sekretarz Komitetu Wojewódzkiego PZPR w Częstochowie i członek egzekutywy KW, a także przewodniczący tamtejszej Wojewódzkiej Rady Narodowej. Od 12 grudnia 1975 członek Komitetu Centralnego Polskiej Zjednoczonej Partii Robotniczej. Od 22 marca 1976 do 25 stycznia 1982 poseł na Sejm PRL, zasiadał w Komisji Przemysłu Ciężkiego, Maszynowego i Hutnictwa. 8 grudnia 1980 zmuszony do opuszczenia stanowisk partyjnych w związku ze strajkiem „Solidarności”.
W 1964 odznaczony Krzyżem Kawalerskim Orderu Odrodzenia Polski, a w 1988 Medalem im. Ludwika Waryńskiego. W 1999 z żoną Anną otrzymali Medal za Długoletnie Pożycie Małżeńskie.
Pochowany 6 lipca 2019 na Cmentarzu Komunalnym w Częstochowie (U4/IV/17).